# Het Parc Monceau (Monet)
Het Parc Monceau is een schilderij van Claude Monet. Hij schilderde het in 1878 en stelde het mogelijk tentoon tijdens de vierde expositie van de impressionisten in 1879. Sinds 1959 maakt het deel uit van de collectie van het Metropolitan Museum of Art in New York.

## Voorstelling
Aan de Boulevard de Courcelles in het achtste arrondissement ligt het Parc Monceau, een groot stadspark omzoomd door statige herenhuizen. Aan het eind van de achttiende eeuw liet Filips van Orléans het in de Engels stijl aanleggen, waarna het pas in 1861 voor het publiek werd opengesteld. Verschillende kunstenaars, bijvoorbeeld Caillebotte en Berlioz, kwamen graag in het park. Ook Monet schilderde er, waarbij het contrast tussen zijn eigen financiële situatie en die van de welgestelde wandelaars groot geweest moet zijn. Om zijn schuldeisers te ontvluchten en nieuwe opdrachten binnen te slepen, was Monet in januari 1878 vanuit het net buiten Parijs gelegen Argenteuil terug verhuisd naar de Franse hoofdstad. Hij vond onderdak in de Rue d'Édimbourg niet ver van het Parc Monceau.
In 1876 had Monet het park al drie maal vastgelegd. In het begin van 1878 volgden drie sterk gelijkende schilderijen van een pad met wandelaars. Een van die werken hangt in New York, beide andere versie zijn nog in privébezit. In 2009 werd een van die schilderijen bij Christie's in Londen geveild voor ruim zes miljoen pond. Ze laten alle drie zien dat Monet in die periode begon te experimenteren. Dit is vooral duidelijk op de voorgrond waar het zonlicht dat door de bomen valt in scherp contrast en met brede penseelstreken is weergegeven. Hierdoor ontstaat een sterk tweedimensionaal effect. Er valt enige gelijkenis waar te nemen met de schilderijen van Renoir uit die periode, zoals zijn beroemde De schommel, waar de weergave van het zonlicht dat door het gebladerte heen dringt ook een belangrijke rol speelt. Anders dan bij Renoir zijn de menselijke figuren voor Monet vaak niet meer dan kleurrijke onderdelen van het landschap.

## Herkomst
- 2 juni 1878: waarschijnlijk verkoopt Monet het schilderij aan Collot, Parijs.
- 1879: waarschijnlijk komt het werk in bezit van de verzamelaar Georges de Bellio, Parijs.
- na 1889: in bezit van Durand-Ruel.
- tot 1930: in bezit van Georges Bernheim.
- 1931: het schilderij komt in bezit van Alfred Lindenbaum, later Lindon, Parijs.
- 1940: geroofd door de nazi's.
- 4 december 1946: na de oorlog teruggegeven aan de familie Lindon.
- 1948: nagelaten aan de echtgenote van Alfred Lindon, Parijs.
- 1959: nagelaten aan haar zoon Jacques Lindon, New York, die het werk verkoopt aan het Metropolitan Museum of Art.

## Afbeeldingen

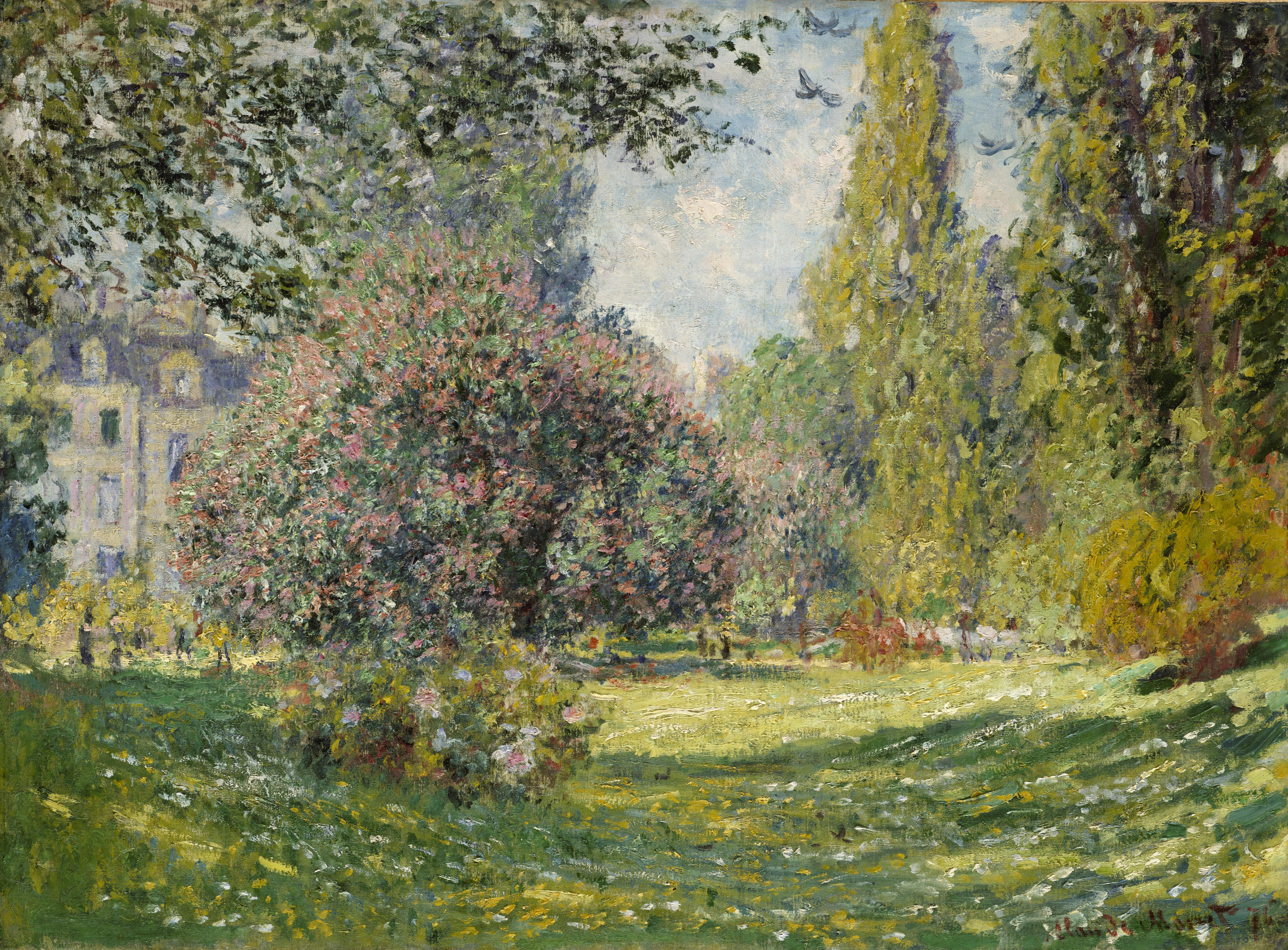
Landschap: het Parc Monceau (1876) Metropolitan Museum of Art
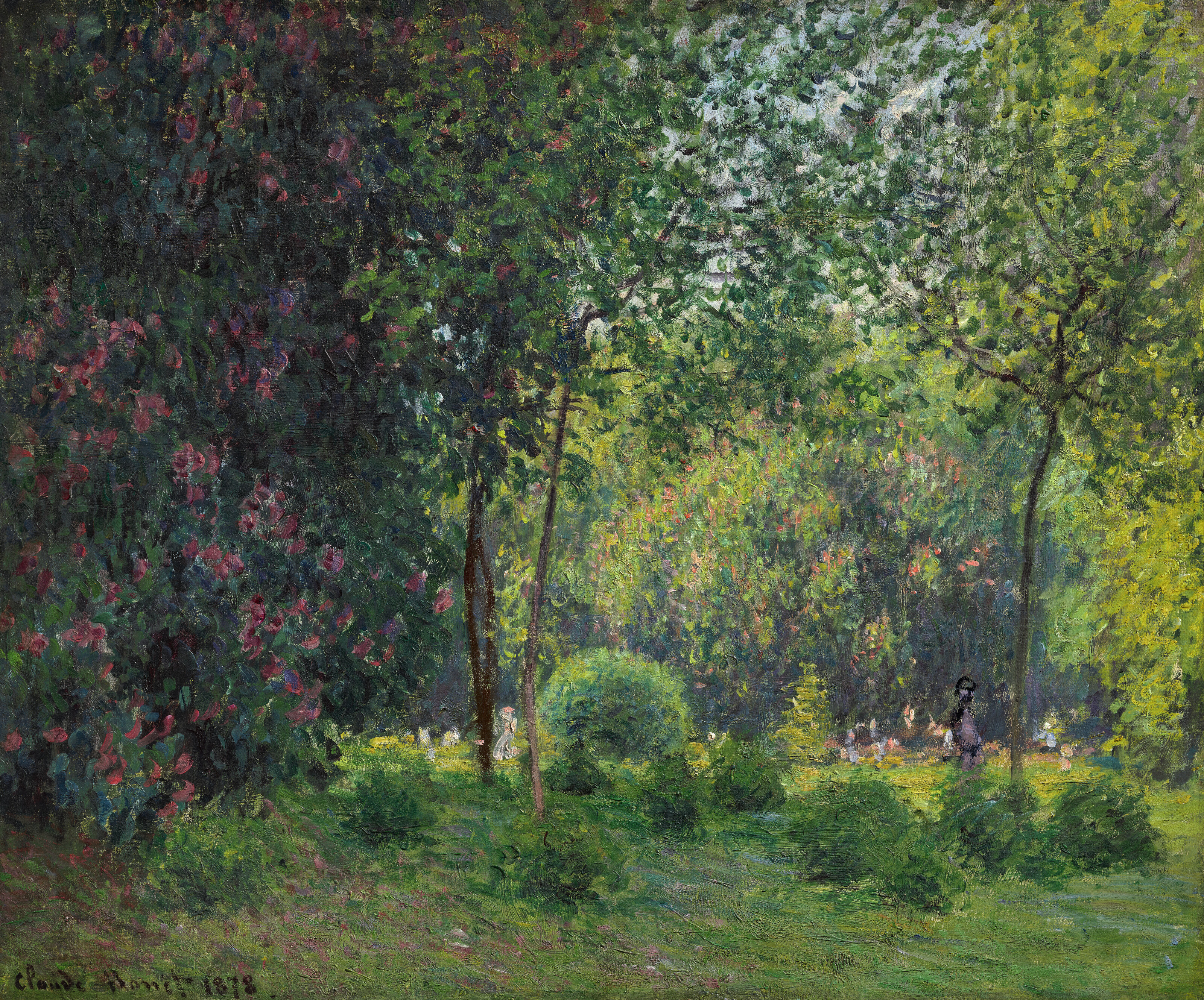
Het Parc Monceau (1876) privéverzameling
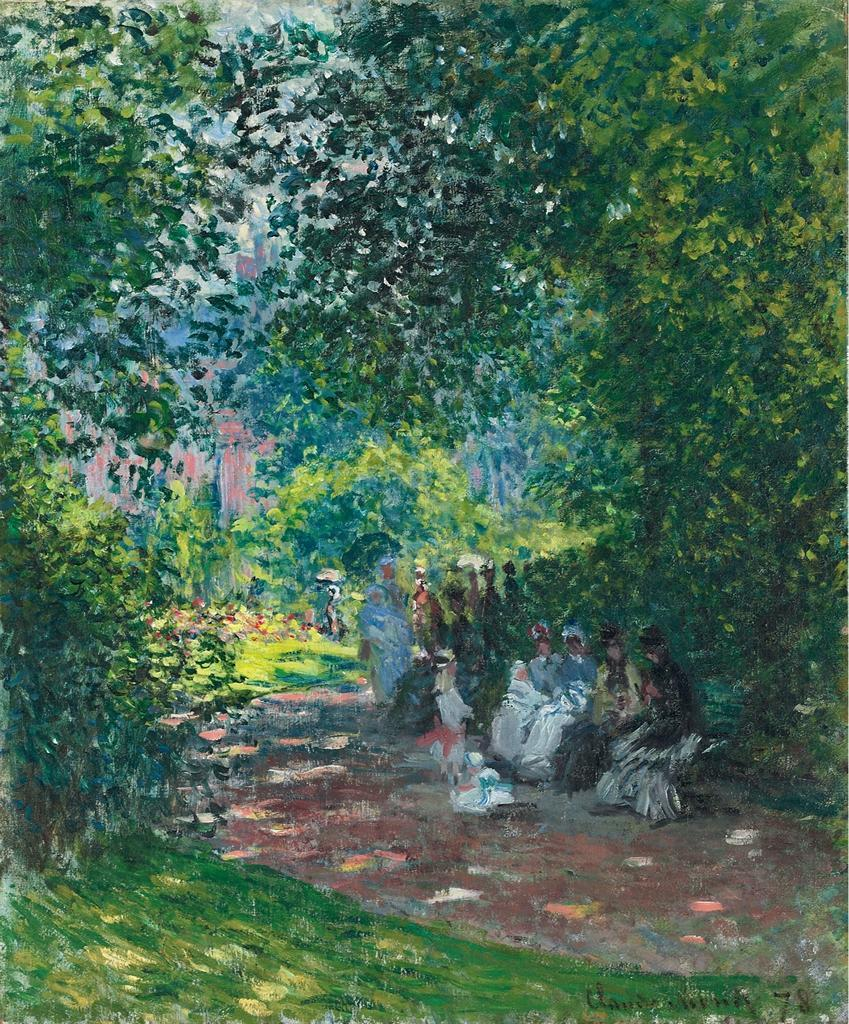
In het Parc Monceau (1878) privéverzameling
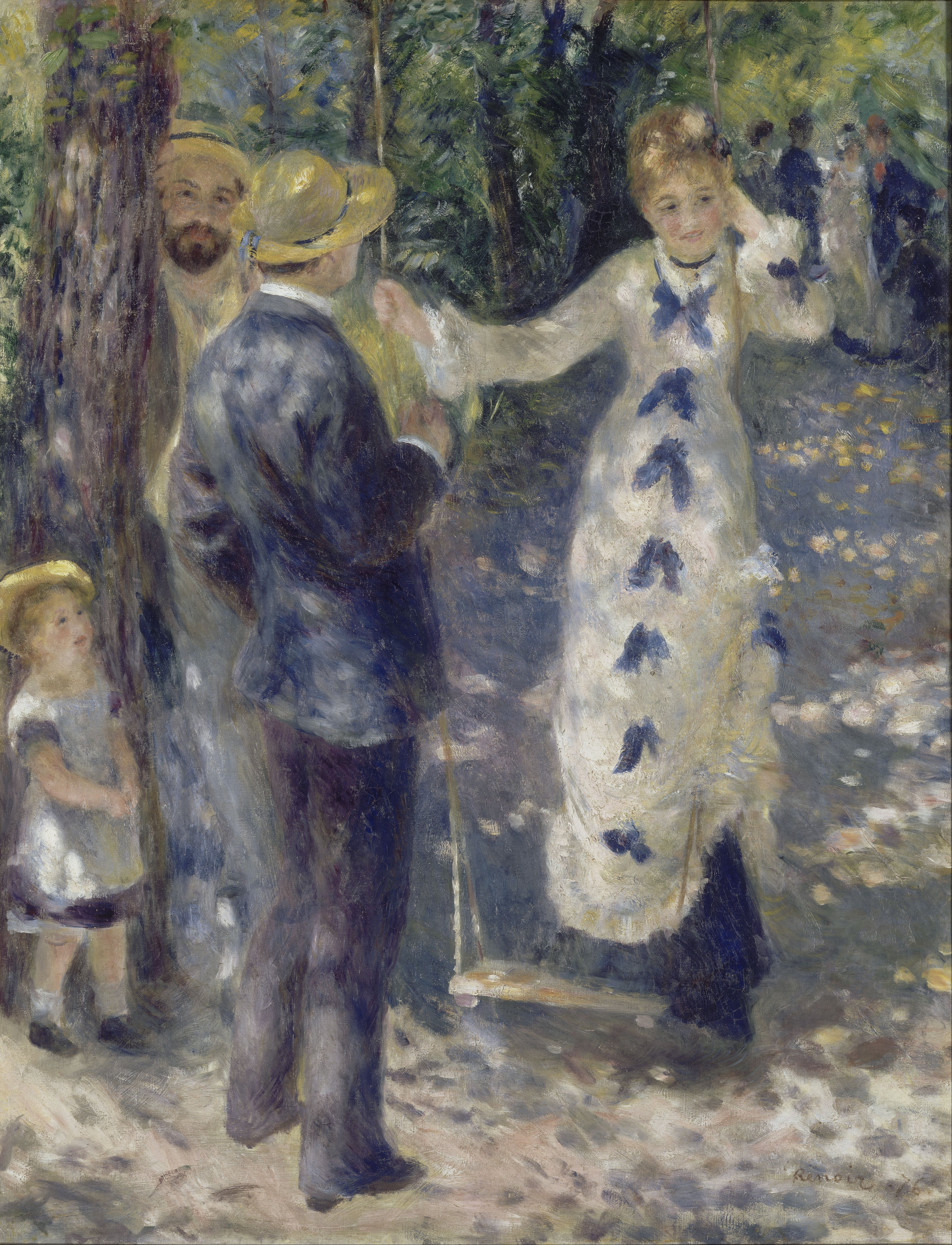
De schommel - Pierre-Auguste Renoir